# Александрийская (Дагестан)
Александрийская (вариант названия село Александрия) — станица на юге Кизлярского района Дагестана. Административный центр Александрийского сельского поселения.

## Географическое положение
Расположена на берегу рукава Терека — реке Старый Терек, в 42 км к северо-востоку от города Кизляр, на трассе Кизляр — Крайновка.

## История
Официально годом основания станицы считается 1790 год (по Каталогу Земель Кавказской губернии в 1793 г.), хотя первые упоминания о ней встречаются и в 1775 году. В 1826 году вошла в Кизлярский полк Терского казачьего войска.

## Население
| 1926 | 1970  | 1989  | 2002  | 2010  | 2021  |
| ---- | ----- | ----- | ----- | ----- | ----- |
| 2148 | ↘1440 | ↗2046 | ↗2302 | ↗2437 | ↗2688 |

Национальный состав
По данным Всесоюзной переписи населения 1926 года:
| № | Национальность | Численность, чел. | Доля   |
| - | -------------- | ----------------- | ------ |
| 1 | русские        | 2077              | 96,7 % |
| 2 | армяне         | 25                | 1,2 %  |
| 3 | ногайцы        | 18                | 0,8 %  |
| 4 | кумыки         | 13                | 0,6 %  |
| 5 | цыгане         | 13                | 0,6 %  |
| 6 | персы          | 2                 | 0,1 %  |

По данным Всероссийской переписи населения 2010 года:
| № | Национальность | Численность, чел. | Доля   |
| - | -------------- | ----------------- | ------ |
| 1 | аварцы         | 1 345             | 55,2 % |
| 2 | русские        | 472               | 19,4 % |
| 3 | даргинцы       | 456               | 18,7 % |
| 4 | табасараны     | 85                | 3,5 %  |
| 5 | другие         | 79                | 3,2 %  |

По данным Всероссийской переписи 2010 года, в селе проживало 2437 человек (1153 мужчины и 1284 женщины).

## Религия
В мае 2013 года в станице была освящена часовня в честь святых Царственных Страстотерпцев.

## Экономика
В станице действует совхоз «Горьковский».